# Mark Coffey
Mark Anthony Coffey (Glasgow, 13 de fevereiro de 1990) é um lutador profissional escocês. Ele é mais conhecido por seu tempo na WWE, onde atuou na marca NXT como membro do grupo Gallus. Ele é um ex-campeão da Copa Heritage do NXT UK, ex-campeão de duplas do NXT UK e ex-campeão de duplas do NXT.
Coffey também é conhecido por seu tempo na Insane Championship Wrestling (ICW), onde se tornou três vezes campeão do ICW Zero-G.

## Carreira na luta livre profissional

### Início de carreira (2010-2018)
Coffey estreou como lutador na promoção independente World Wide Wrestling League em 2010. Antes de sua contratação com a WWE, ele lutou em várias outras promoções, incluindo Pro Wrestling Elite, Target Wrestling e Scottish Wrestling Alliance, conquistando diversos títulos.

### Insane Championship Wrestling (2012-2019)
Coffey fez sua estreia na ICW na battle royal ICW 1st Annual Square Go! em 21 de janeiro de 2012. Durante seus primeiros anos, ele trabalhou com Noam Dar, Andy Wild e seu irmão em tentativas de conquistar o Campeonato de Duplas da ICW e o Campeonato ICW Zero-G.
Entre 2013 e 2018, Coffey se tornaria três vezes campeão do ICW Zero-G, derrotando Mikey Whiplash, Fergal Devitt, Aaron Echo, Andy Wild, DCT, Jordan Devlin e Rampage Brown em uma luta gauntlet no ICW: BarraMania 4. Ele também teve quatro reinados como campeão de duplas da ICW ao lado de seu parceiro Jackie Polo, vencendo equipes como Paul London e Brian Kendrick, Kid Fite e Sha Samuels, Davey Boy e Joe Hendry, e Mike Bird e Wild Boar. Além disso, ele teve duas oportunidades pelo Campeonato Mundial Peso-Pesado da ICW, primeiro contra Trent Seven em 2017 e, por último, contra Lionheart em 2019.

### WWE (2018–2025)

#### NXT UK (2018–2022)
Coffey apareceu regularmente na marca NXT UK, sendo acompanhado por seu irmão Joe em uma vitória no primeiro combate televisionado da história do NXT UK. Eles então formaram o grupo Gallus ao lado de Wolfgang e entraram em uma rivalidade com o British Strong Style.
No episódio de 6 de fevereiro de 2019 do NXT UK, Coffey enfrentou Walter em uma luta que perdeu, sendo essa a segunda luta de Walter na marca. No episódio de 4 de outubro do NXT UK, Mark e Wolfgang derrotaram os campeões anteriores, Mark Andrews e Flash Morgan Webster, para conquistar o Campeonato de Duplas do NXT UK, mantendo-o por 497 dias.
No episódio de 14 de julho de 2022 do NXT UK, Coffey derrotou Noam Dar para se tornar o novo campeão da Copa Heritage do NXT UK. No entanto, ele logo perderia o título de volta para Dar no episódio de 25 de agosto do NXT UK.

#### NXT (2022–2025)
No NXT Heatwave, Gallus fez sua estreia no NXT 2.0, atacando o Diamond Mine. Em 23 de agosto de 2022, Gallus fez sua estreia como equipe de duplas no NXT, enfrentando os campeões de duplas do NXT UK, Brooks Jensen e Josh Briggs, e venceu por contagem. No Worlds Collide, Gallus foi a segunda equipe eliminada da luta fatal 4-way de eliminação de duplas pelos Campeonato de Duplas do NXT e do NXT UK. Gallus teve uma rivalidade com Briggs e Jensen, com estes últimos vencendo uma luta de duplas sem desqualificação entre as equipes. Em setembro, Gallus foi suspenso por atacar oficiais.
No New Year's Evil, em 10 de janeiro de 2023, Gallus retornou de sua suspensão e venceu uma luta gauntlet para se tornar os desafiantes #1 pelo Campeonato de Duplas do NXT, que Coffey e Wolfgang conquistaram no Vengeance Day no mês seguinte. No episódio de 14 de março do NXT, Gallus defendeu seus títulos contra o Pretty Deadly. No NXT Stand & Deliver, Gallus derrotou os Creed Brothers e The Family para manter os títulos de duplas, com a ajuda de um retorno de Joe Coffey. Nos meses seguintes, Gallus defendeu os títulos contra os Creed Brothers e The Dyad, incluindo uma luta triple threat de duplas no episódio de 14 de abril do NXT e contra os Creed no NXT Battleground. No NXT Gold Rush, Gallus derrotou Malik Blade e Edris Enofe. No NXT: The Great American Bash, Gallus perdeu o Campeonato de Duplas do NXT para Tony D'Angelo e Channing "Stacks" Lorenzo, encerrando seu reinado em 176 dias.
Em abril de 2024, a ESPN reportou que Gallus ajudou a treinar The Rock para sua luta de duplas com o campeão indiscutível universal da WWE, Roman Reigns, contra Cody Rhodes e o campeão mundial dos pesos-pesados Seth "Freakin" Rollins na Noite 1 da WrestleMania XL. No episódio de 14 de maio de 2024 do NXT, enquanto o programa estava se encerrando, as câmeras foram para os bastidores, mostrando Wes Lee, Josh Briggs e Ivar sendo atacados. Os agressores foram então revelados como sendo Gallus, marcando sua primeira aparição televisionada no NXT desde o episódio de 13 de fevereiro de 2024. Em 2 de maio de 2025, todos os membros do Gallus foram dispensados da WWE.

## Títulos e prêmios
- Insane Championship Wrestling
  - ICW Zero-G Championship (3 vezes)[29][30][31][32][33]
  - ICW Tag Team Championship (4 vezes) – com Jackie Polo[34]
- Pro Wrestling Elite
  - PWE Tag Team Championship (1 vez) – com Jackie Polo[35][36]
- Pro Wrestling Illustrated
  - PWI o colocou na #178ª posição dos 500 melhores lutadores individuais em 2019[37]
- Scottish Wrestling Alliance
  - Scottish Heavyweight Championship (1 vez)[38]
  - SWA Tag Team Championship (3 vezes) – com Jackie Polo (2)[38] e Joe Coffey (1)[39]
- Target Wrestling
  - Target Wrestling Tag Team Championship (1 vez) – com Jackie Polo
  - W3L Tag Team Championship (1 vez) – com Joe Coffey[40]
- WWE
  - Copa Heritage do NXT (1 vez)[41]
  - Campeonato de Duplas do NXT (1 vez) – com Wolfgang[42]
  - Campeonato de Duplas do NXT UK (1 vez) – com Wolfgang[43]